# Rekursives Akronym
Als rekursives Akronym werden initiale Abkürzungen bezeichnet, die in ihrer Explikation paradoxerweise selbst enthalten sind und damit eine Rekursion aufweisen. Verwendung finden rekursive Akronyme insbesondere in Namensgebungen von Projekten der freien Software. Zu unterscheiden sind rekursive Akronyme von Backronymen und Apronymen, wobei jedoch sowohl ein Backronym als auch ein Apronym eine Rekursion enthalten kann.

## Herkunft und Rezeption
Der Begriff des rekursiven Akronyms geht maßgeblich zurück auf das Konzept der seltsamen Schleife des Kognitionswissenschaftlers Douglas R. Hofstadter. In seinem 1979 erschienenen populärwissenschaftlichen Buch Gödel, Escher, Bach werden rekursive Strukturen und Prozesse im fünften Kapitel als wesentliches Merkmal von Intelligenz diskutiert. In dem vorausgehenden Dialog mit dem Titel „Kleines harmonischen Labyrinth“ wird zur Einführung in sogenannte „verwickelte Rekursionen“ das Akronym (genauer: Apronym) „GOD“ vorgestellt. Die Initialen stehen für die Explikation „GOD Over Djinn“. Da das erste Initial wieder das gesamte Akronym selbst abkürzt, ist das Akronym rekursiv. In der deutschen Übertragung von Philipp Wolff-Windegg und Hermann Feuersee wird es mit „ZEUS Ewig Ueber Schinn“ wiedergegeben und findet folgende wörtliche Erläuterung:

„Geist [zu Achilles]: Ach so, Sie sind mit rekursiven Akronymen nicht vertraut? Ich glaubte, jeder wisse, was das ist. Sehen Sie, „ZEUS“ steht für „ZEUS Ewig Ueber Schinn“ – was erweitert werden kann zu „ZEUS Ewig Ueber Schinn, Ewig Ueber Schinn“ – und das kann wiederum zu „ZEUS Ewig Ueber Schinn, Ewig Ueber Schinn, Ewig Ueber Schinn“ erweitert werden, und das auch wieder... Sie können so weiter gehen, wie Sie wollen.“

Hofstadter gilt zwar als Urheber der Bezeichnung und ersten Erläuterung von rekursiven Akronymen, nicht jedoch als Erfinder des Konzepts; worauf er selbst in dem angeführten Zitat hinzuweisen scheint. Sie haben ihren konzeptionellen Ursprung in dem ironischen Spiel mit Apronymen und Backronymen, die bereits seit den frühen 1960er Jahren in der Hacker-Community als Namensgebungen üblich waren. Die erste Verwendung eines rekursiven Akronyms findet sich in dem 1968 erschienenen Science-Fiction-Roman Stand on Zanzibar von John Brunner. Dort wird mit „Eptification“ eine Methode der Gehirnwäsche bezeichnet, die mit dem Akronym EPT abgekürzt wird („to eptify“; in der deutschen Übertragung von Horst Pakullus unter Verlust der Rekursion mit „bezwifieren“ wiedergegeben). Seine Explikation lautet ursprünglich „Education for Particular Tasks“ (deutsch: „Ausbildung für besondere Aufgaben“), findet sich jedoch auch in der Form „EPTification for Particular Tasks“, was insofern das erste rekursive Akronym darstellt.
Rezipiert wurde dieses Konzept in den 1970er Jahren insbesondere im IT-Jargon. Als frühestes Beispiel gilt das bereits seit 1958 gebräuchliche Backronym „MUNG“ als Bezeichnung für ursprünglich unbeabsichtigte, zur Verschleierung aber auch beabsichtigte Veränderungen von Daten. Seine Explikation lautete ursprünglich „Mash Until No Good“ (deutsch: „Mantsche, Bis Nichts mehr Geht“) was später zu dem rekursiven Akronym „MUNG Until No Good“ fortgebildet wurde. Typisch für die Verwendung von rekursiven Akronymen zur Bezeichnung von freier Software ist die Negation einer anderen Software, mit der sie zwar Ähnlichkeit hat oder eine Verwandtschaft aufweist, von der man sich jedoch bewusst abzugrenzen versucht. Nach Richard Stallman ist der Name des Texteditors TINT („TINT Is Not TECO“) das erste rekursive Akronym in diesem Sinne.

## Weitere bekannte Beispiele
Rekursive Akronyme sind über den IT-Jargon hinaus zu einem festen Bestandteil der Populärkultur geworden und finden inzwischen in unterschiedlichsten Bereichen als ironisch spielerische Namensgebung Anwendung. Ob ein Akronym in seiner Explikation eine Rekursion enthält, ist jedoch stets bedingt durch die jeweilige Denotation seiner Initiale. Häufig werden bereits gebräuchliche Abkürzungen rekursiv neu denotiert, ohne ursprünglich eine Rekursion zu enthalten. Gespielt wird außerdem mit der Stellung des rekursiven Initials, mit weiteren, über das Akronym hinausgehenden und wechselseitigen Rekursionen sowie mit äquivoken Anspielungen im Falle von Initialwörtern. Hierbei bedeutet das Akronym nicht nur eine rekursive Explikation, sondern verweist als Initialwort außerdem auf dessen Bedeutung. Einen speziellen Fall stellen Initialwörter dar, die in ihrer Explikation zwar das Akronym wiederholen, das in seinem üblichen Kontext jedoch nicht wieder das Akronym selbst, sondern das entsprechende Wort bedeutet. Eine Rekursion weisen sie daher lediglich als ironische Anspielung auf.
| BUND   | Bund für Umwelt und Naturschutz Deutschland e. V.                                             |
| GNU    | GNU’s Not Unix                                                                                |
| PARTEI | Partei für Arbeit, Rechtsstaat, Tierschutz, Elitenförderung und basisdemokratische Initiative |
| PHP    | PHP: Hypertext Preprocessor (ursprünglich: PHP Tools für Personal Home Page Tools)            |
| pip    | pip installs packages                                                                         |
| TikZ   | TikZ ist kein Zeichenprogramm                                                                 |
| VISA   | Visa International Service Association                                                        |
| Wine   | ursprünglich: Wine is not an emulator                                                         |
| Xinu   | Xinu is not Unix                                                                              |
| YAML   | YAML Ain’t Markup Language (ursprünglich: Yet Another Markup Language)                        |

## Konstruktion
Rekursive Akronyme werden auf zwei verschiedene Arten konstruiert:

### Methode 1
1. Es wird von einem möglichst einfach auszusprechenden Akronym ausgegangen, beispielsweise ARF für Acronym-Recursion-Finder.
2. Dieses Akronym wird vorne um einen Buchstaben so erweitert, dass sich ein aussprechbares (und bestenfalls sinnvolles) Wort ergibt. Eine Erweiterung mit einem N ergibt beispielsweise NARF.
3. Das ganze Akronym wird als sein erstes Initialwort verwendet. So ergibt sich das rekursive Akronym NARF-Acronym-Recursion-Finder.

### Methode 2
1. Es wird von einem existierenden Wort ausgegangen; beispielsweise super.
2. Der erste Buchstabe steht als initiale Abkürzung für sich selbst: Super.
3. Ab dem zweiten Buchstaben des Wortes wird jeder Buchstabe zu einem eigenen Wort erweitert; beispielsweise stellt Super United Procedural Environment Relocator ebenfalls ein echtes rekursives Akronym dar.